# Nikolaj Bajev
Nikolaj Viktorovitsj Bajev (Russisch: Николай Викторович Баев) (Moskou, 1974) is een homorechtenactivist en journalist uit Rusland.

## Activisme
Nikolaj Bajev studeerde in de jaren 90 aan de Staatsuniversiteit van Novosibirsk waar hij de eerste homobelangengroep van Novosibirsk opzette. Ook was hij een medeorganisator van de verbannen Moskou Pride van 2006.
Bajev spande samen met twee andere activisten, Aleksej Kiseljov en Nikolaj Aleksejev, een rechtszaak aan bij het Europees Hof voor de Rechten van de Mens (EHRM) tegen de federale anti-homopropagandawet (2013) van Rusland en diverse regionale anti-homopropagandawetten (2006-2013). Deze rechtszaak is bekend onder de naam Bajev et al. v. Rusland. Op 20 juni 2017 oordeelde het EHRM in het voordeel van de aanklagers en stelde dat Rusland in strijd heeft gehandeld met Artikel 10 en Artikel 14 van het Europees Verdrag voor de Rechten van de Mens.